# Graf pierwotny
Graf pierwotny (ang. underlying graph) grafu skierowanego G to nieskierowany graf F w którym pomiędzy wierzchołkami a,b krawędź istnieje wtedy i tylko wtedy, gdy w grafie G istnieje krawędź od a do b lub od b do a. Intuicyjnie tworzenie grafu podstawowego można rozumieć jako usuwanie grotów krawędzi grafu skierowanego.